# Ad Infinitum (EP)
Ad Infinitum es el tercer EP de la banda estadounidense Of Mice & Men. Fue lanzado el 3 de diciembre de 2021 a través de SharpTone Records. El EP fue producido por la propia banda y es la continuación del EP del grupo, Bloom (2021). Es la tercera parte de su llamada "Trilogía EP".

## Promoción
El 29 de septiembre de 2021, cuatro meses después del lanzamiento del segundo EP de la banda, presentaron un nuevo sencillo "Mosaic". El 19 de octubre, la banda lanzó el sencillo "Fighting Gravity" y también anunció el EP en sí, la portada del EP, la lista de canciones y la fecha de lanzamiento. Este sería el tercero de los tres EP lanzados en el año. El grupo también anunció sorpresivamente su próximo séptimo álbum de estudio "Echo", que se lanzará junto con el EP y compilará los tres EPs. El 24 de noviembre, una semana antes del lanzamiento del EP, la banda dio a conocer el tercer sencillo "Echo".

## Lista de canciones
| N.º | Título                                                      | Duración |  |
| 1.  | «Mosaic»                                                    | 3:11     |  |
| 2.  | «Fighting Gravity»                                          | 4:56     |  |
| 3.  | «Echo»                                                      | 3:19     |  |
| 4.  | «Helplessly Hoping» (cover de Crosby, Stills, Nash & Young) | 2:52     |  |

## Personal
- Aaron Pauley: Voz Principal y Bajo
- Phil Manansala: Guitarra Líder y Coros
- Alan Ashby: Guitarra Rítmica y Coros
- Valentino Arteaga: Batería